# سوق المزرق (حرض)

تعديل مصدري - تعديل

سوق المزرق هي إحدى قرى عزلة الفج بمديرية حرض التابعة لمحافظة حجة، بلغ تعداد سكانها 384 نسمة حسب تعداد اليمن لعام 2004.